# Jaskinia Górna pod Kawiorami
Jaskinia Górna pod Kawiorami, Schronisko pod Kawiorami Dolne – jaskinia w Dolinie Będkowskiej, w granicach wsi Będkowice w województwie małopolskim, w powiecie krakowskim, w gminie Wielka Wieś. Jest to rejon Wyżyny Olkuskiej w obrębie Wyżyny Krakowsko-Częstochowskiej.

## Położenie i nazwa
Nazwa jaskini pochodzi od należącego do wsi Będkowice osiedla Kawiory. Znajduje się ono na wierzchowinie po wschodniej stronie Doliny Będkowskiej. Z pól uprawnych sąsiedniej wsi Bębło do dna Doliny Będkowskiej opada porośnięty lasem bezimienny wąwóz. Ma on wylot około 1 km powyżej miejsca, w którym od szlaku turystycznego biegnącego dnem Doliny Będkowskiej odgałęzia się zielony szlak do Łazów. Na orograficznie lewych zboczach wąwozu opadającego z Kawiorów, tuż pod wierzchowiną ciągnie się pas skał. W dolnych jego skałach znajduje się Jaskinia Górna pod Kawiorami.

## Opis jaskini
Otwór dolny znajduje się u podstawy skałki o wysokości około 4 m i poza sezonem wegetacyjnym jest widoczny z dna Doliny Będkowskiej. Ma wysokość 2,8 m, u podstawy szerokość 1 m, górą rozszerza się. Dolna, węższa część otworu to rynna erozyjna. Za otworem znajduje się korytarz o długości 5 m, prowadzący do głównej komory. W jej stropie jest komin o wysokości 5 m zakończony górnym otworem. W stropie komory są zaklinowane wielkie bloki skalne. Ku północnemu wschodowi z komory odgałęzia się niski i ciasny korytarz o długości 7 m. Jego dno zawalają duże głazy i drobny gruz skalny. Ku południowemu zachodowi odchodzi drugi, ciasny, szczelinowaty i ślepy korytarz.
Jaskinia powstała w późnojurajskich wapieniach. Jest pochodzenia krasowego i powstała w strefie freatycznej. Świadczą o tym boczne rynny erozyjne na ścianach korytarza i kotły wirowe w stropie. Oprócz nich na ścianach jaskini widoczne są drobne miseczkowate zagłębienia powstałe już współcześnie w wyniku przepływu wody. Jaskinia jest wilgotna i przewiewna. Nacieków brak. Namulisko obfite, złożone z większych skał i drobniejszego gruzu oraz iłu. Wygląda na nienaruszone. W otworze jaskini rośnie zanokcica skalna, a jego ściany i ściany korytarza obficie porastają glony. Ze zwierząt obserwowano muchówki, pajęczaki i motyla paśnika jaskińca.

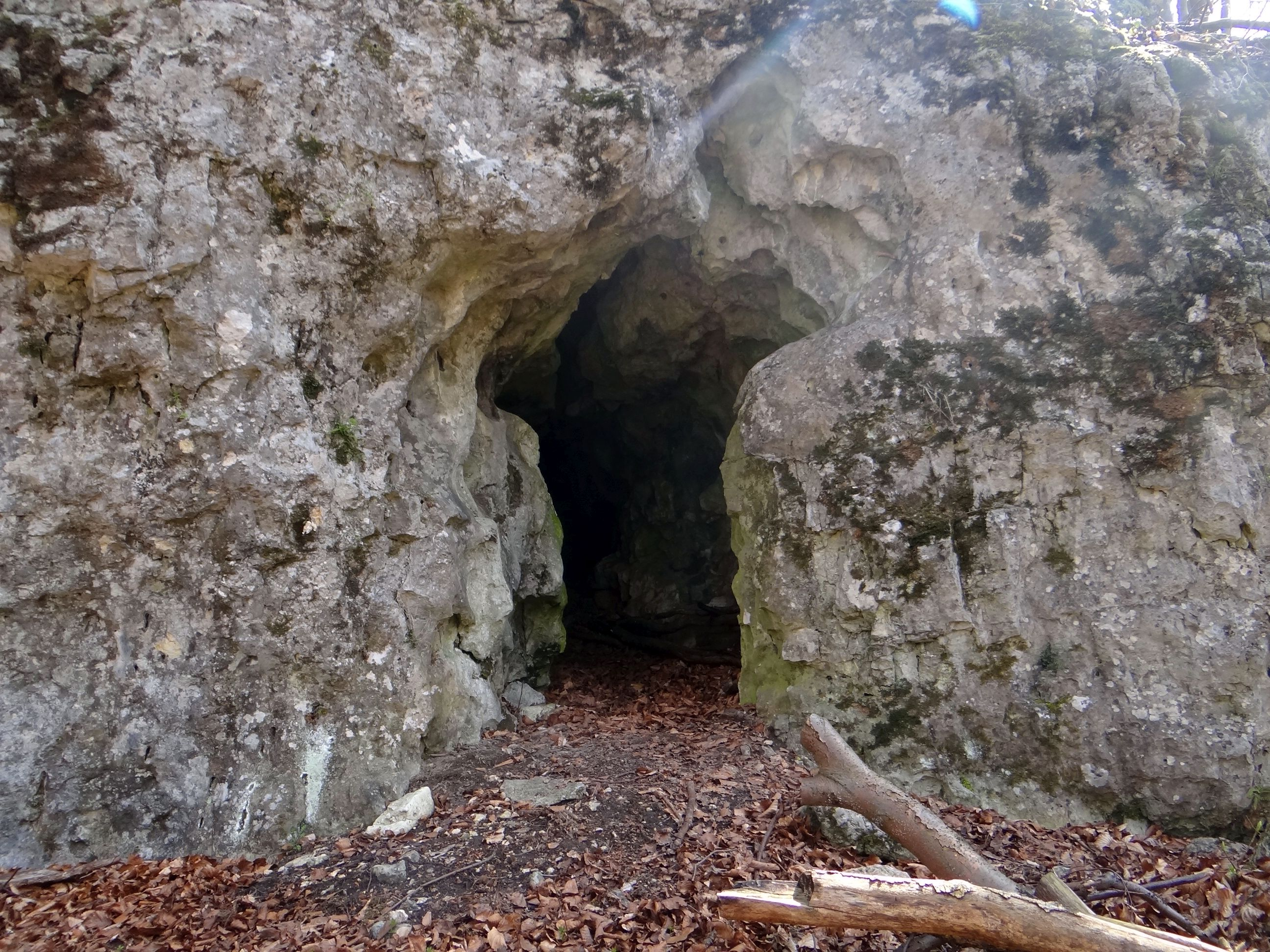
Otwór główny
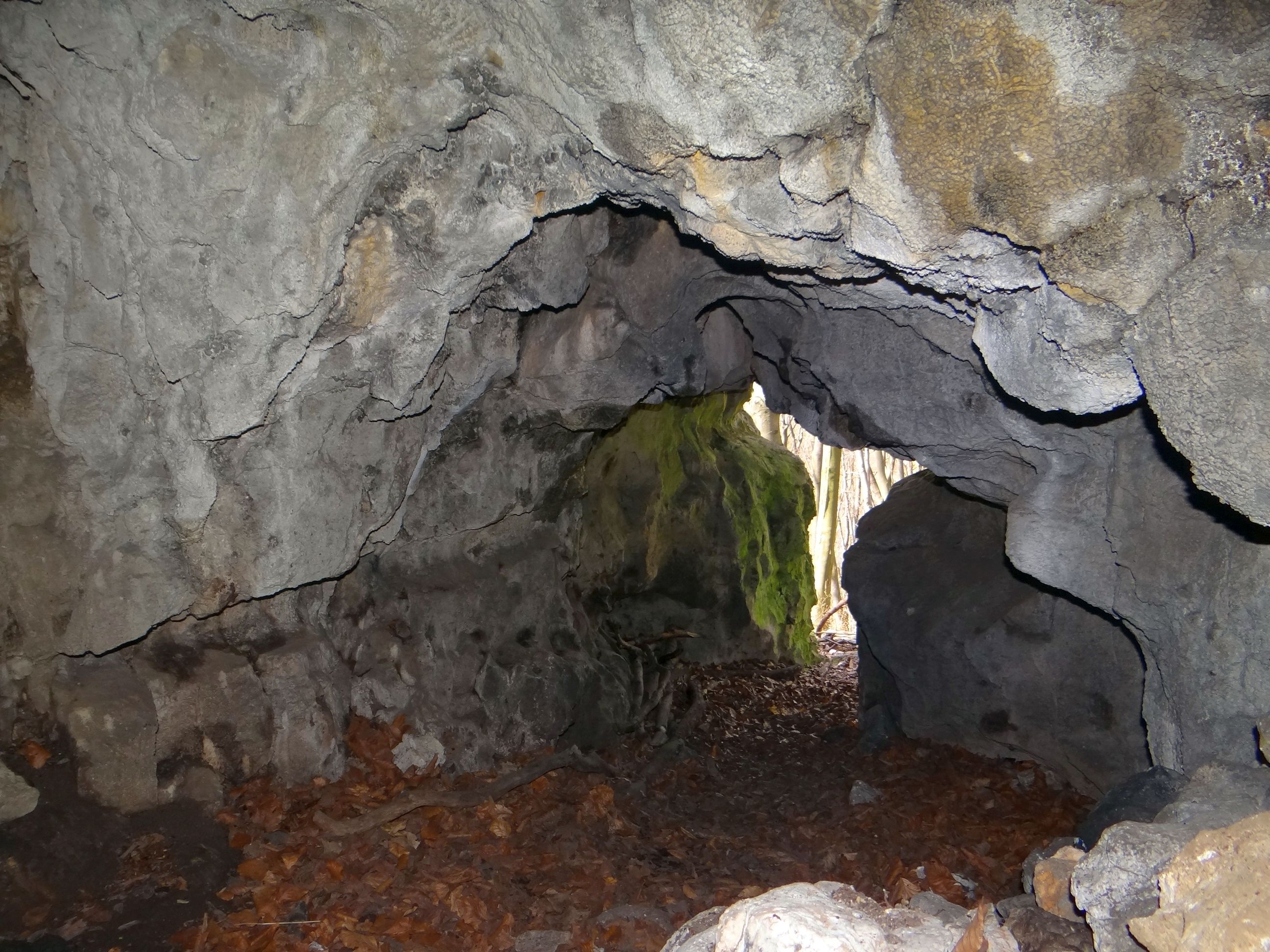
Komora
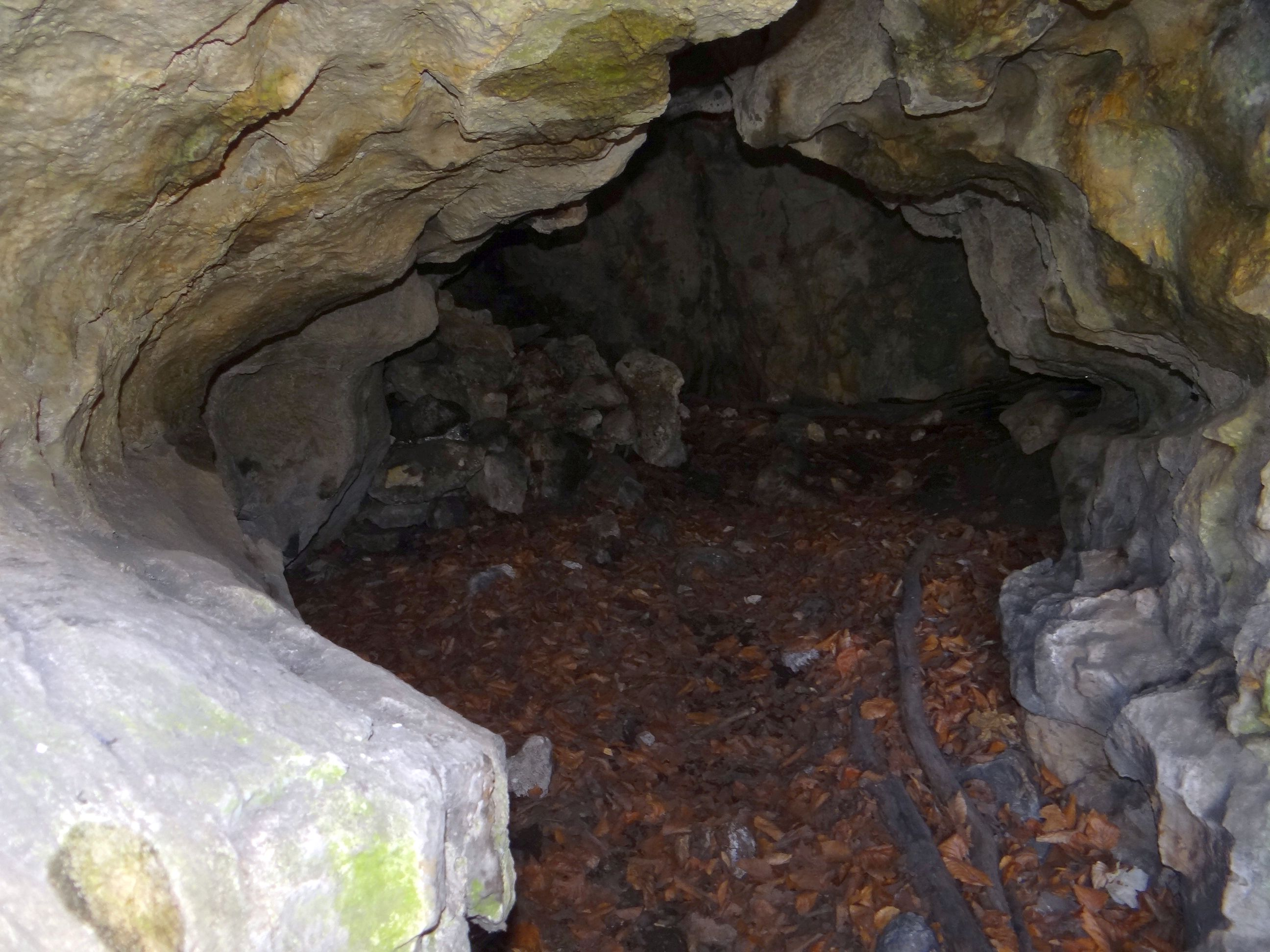
Komora
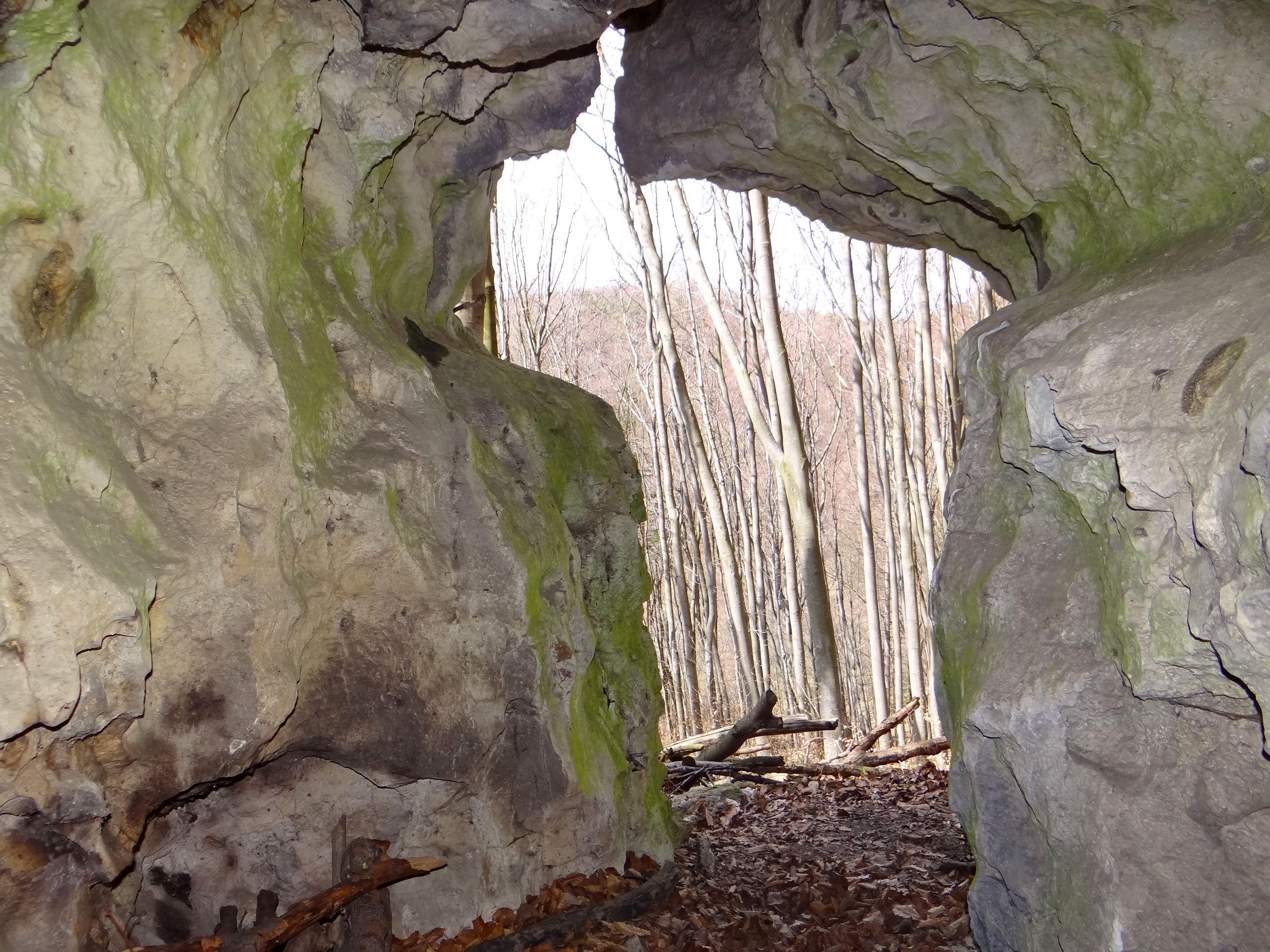
Widok z korytarza
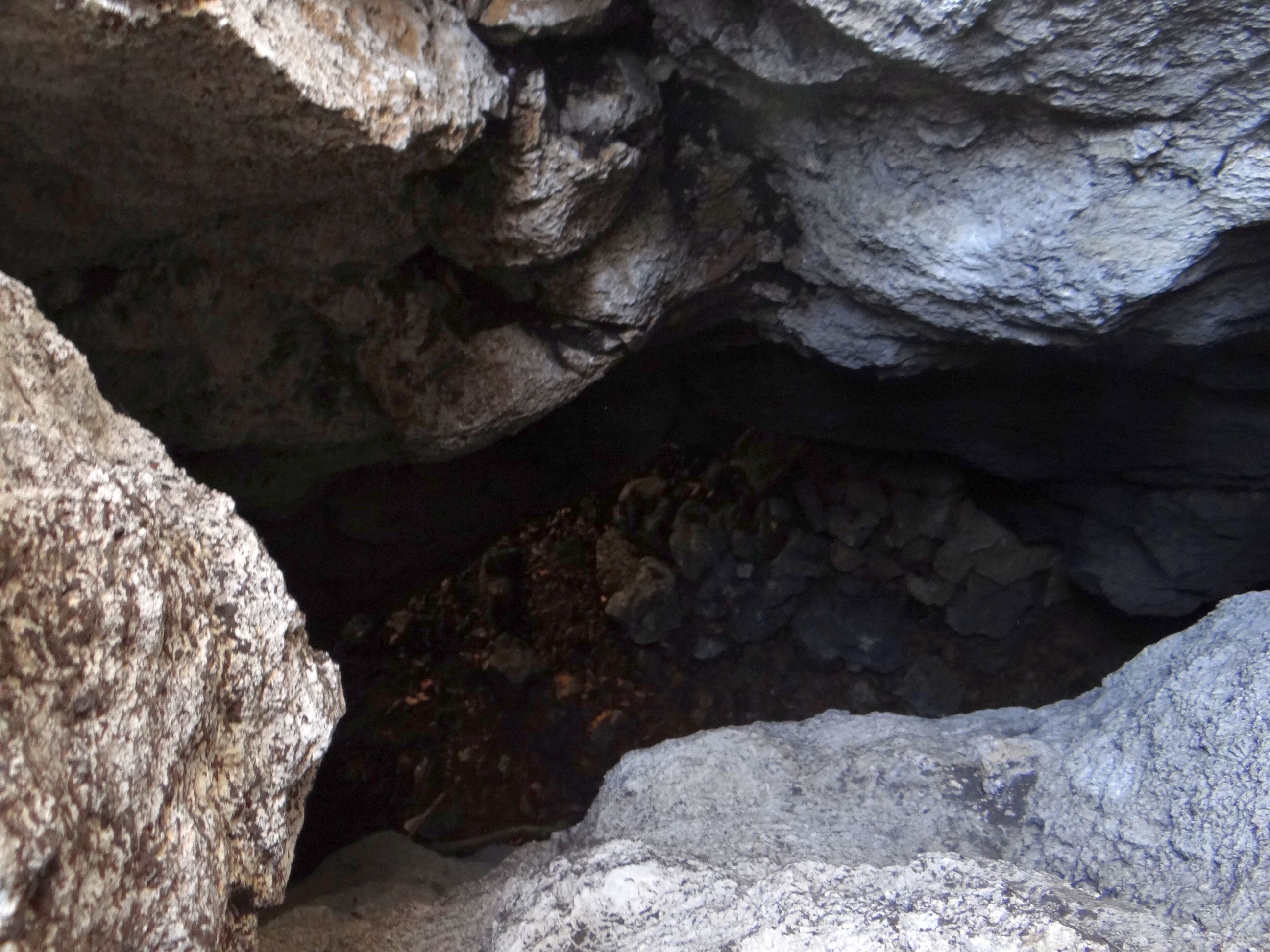
Otwór górny

## Historia poznania i dokumentacji
Jaskinia jest znana od dawna. Jest też odwiedzana – świadczy o tym palenisko w jej komorze, oraz pozostawiane śmieci. Po raz pierwszy opisał ją Kazimierz Kowalski w 1951 r. On też sporządził pierwszy jej plan. Obecny plan sporządził M. Czepiel. W 1981 r. E. Sanocka-Wołoszynowa badała w tej jaskini faunę pająków. Znalazła ich 6 gatunków.